# Kastkniv

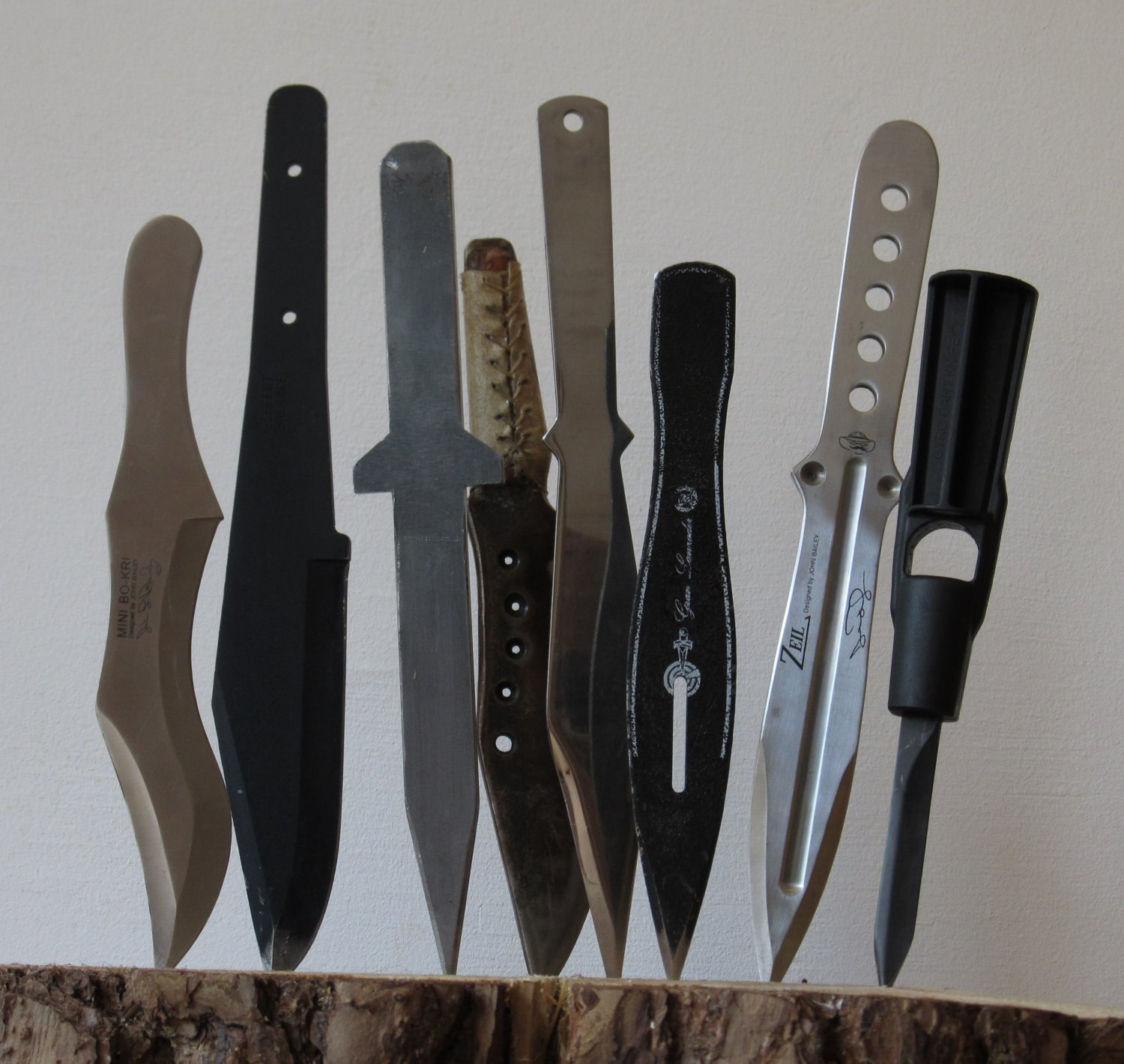
En samling av olika kastknivar

Kastkniv är en kniv som är avsedd för att kastas mot sitt mål. De är ofta dubbeleggade och gjorda i ett enda metallstycke. De har ofta tyngre blad än vanliga knivar och de gör att man lättare kan kasta den från skaftet utan att den roterar.
Dessa används ofta som underhållning på bland annat cirkus och varieté.